# Монтивидио (Минесота)
Монтивидио (енгл. Montevideo) град је у америчкој савезној држави Минесота.

## Демографија
По попису из 2010. године број становника је 5.383, што је 37 (0,7%) становника више него 2000. године.
| Група             | 2000.         | 2010.         |
| Белци             | 5.128 (95,9%) | 4.768 (88,6%) |
| Афроамериканци    | 6 (0,1%)      | 34 (0,6%)     |
| Азијати           | 18 (0,3%)     | 27 (0,5%)     |
| Хиспаноамериканци | 107 (2,0%)    | 450 (8,4%)    |
| Укупно            | 5.346         | 5.383         |